# Geronymo de Ustariz

Théorie et pratique du commerce, 1753 (Fondazione Mansutti, Milano).

Geronymo de Ustariz (Santesteban, 1670 – Madrid, 1732) è stato un economista spagnolo.

## Biografia
Originario della Navarra, fu il primo a ottenere grande fama in economia politica. Partecipò alla Guerra di successione spagnola e si arruolò nell'esercito delle Fiandre. Tornato in Spagna, partecipò al Consiglio reale, diventando Segretario del re nel Consiglio delle Indie, ed esercitando una grande influenza sulla politica economica di Filippo V.

## Opere
La sua opera principale è Théorie et pratique du commerce et de la marine, pubblicata per la prima volta nel 1724 senza molto successo. Ustariz analizza le cause del declino economico spagnolo nel settore commerciale e marittimo, proponendo alcune soluzioni come il riassetto della marina, la riforma delle finanze e una politica economica coloniale più incisiva, per ridurre lo squilibrio commerciale con l'Inghilterra e con l'America.